# Coca-Cola C2
Coca-Cola C2 (наричана още – Coke C2, C2 Cola, или просто C2) е безалкохолна напитка, базирана на напитката Кока-Кола, чието производство и разпространение започва за първи път в Япония, а по-късно, на 7 юни 2004 г. и в САЩ и Канада, в отговор на ниско-въглехидратната тенденция при напитките.
Тази разновидност на безалкохолната напитка е пусната на пазара, като съдържа половината от въглехидратите, захар и калориите, които се съдържат в класическата Кока-Кола.
C2 съдържа аспартам, ацесулфам калий, и сукралоза в допълнение към Високо-фруктозен сироп от царевица (HFCS). Това е алтернативен вариант за тези, които предпочитат вкуса на Кока-Кола Лайт, но с вкус, близък до традиционната Кока-Кола, и само с половината от калориите на класическата напитка.
Независимо от съдържанието на високо-фруктозен царевичен сироп, 1\12 унции Coca-Cola C2 съдържа 19 мг аспартам, 4 мг сукралоза и 19 мг калиев ацесулфам.
Опаковката се различава от другите Кока-Кола продукти по това, че логото е отпечатано в черно. При пускането на продукта на пазара, по радиото и телевизията е пусната реклама, в която звучи златния хит на британската рок група Queen – I Want to Break Free.